# Deparia tomitaroana
Deparia tomitaroana är en majbräkenväxtart som först beskrevs av Genkei Masamune, och fick sitt nu gällande namn av R. Sano. Deparia tomitaroana ingår i släktet Deparia och familjen Athyriaceae. Inga underarter finns listade.

## Bildgalleri

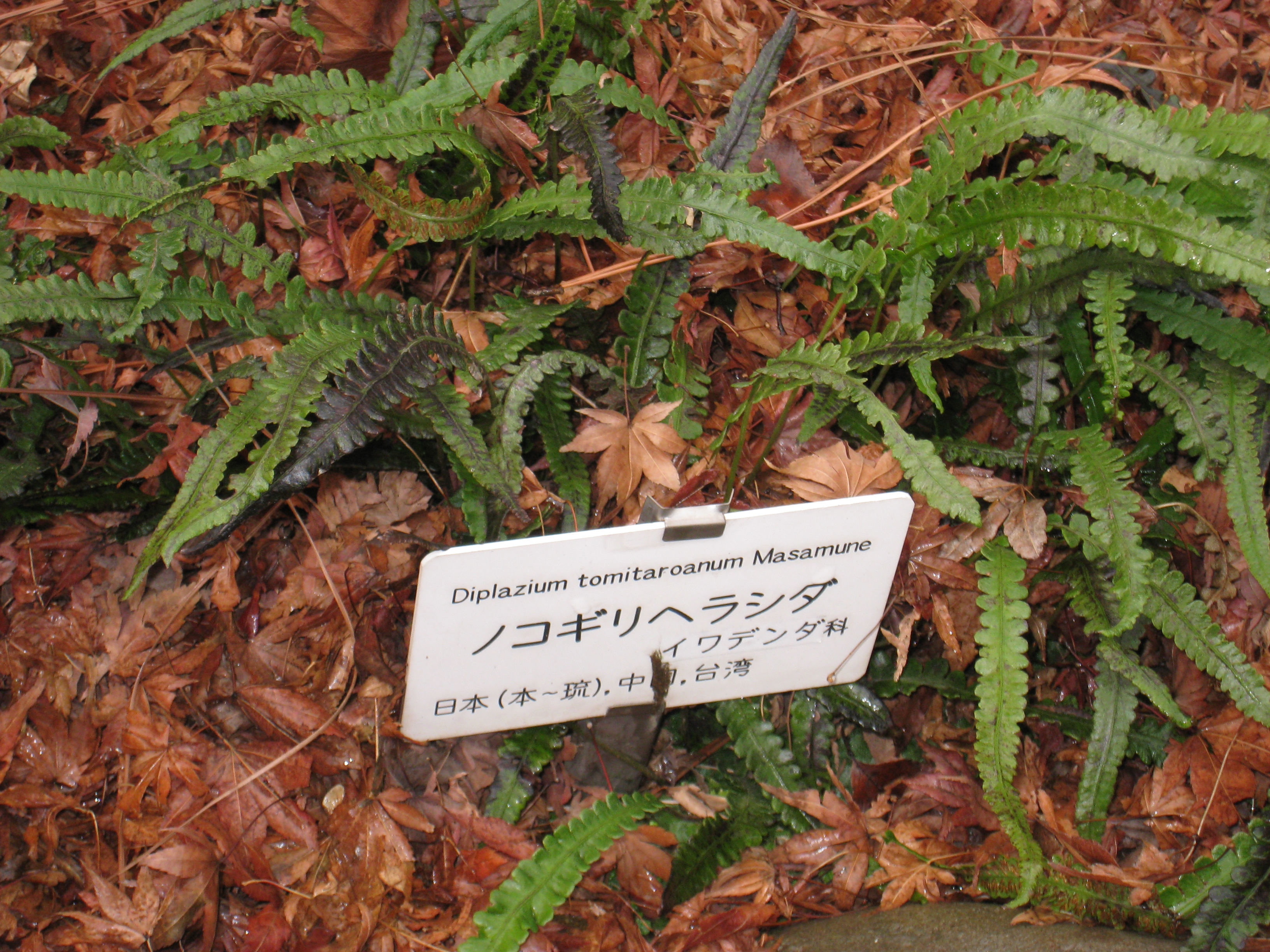